# 1934 v letectví
Tento článek obsahuje seznam událostí souvisejících s letectvím, které proběhly roku 1934.

## Události

### Květen
11. května – Britské stroje Westland Wapiti experimentálně vybavené motorem Bristol Phoenix dosáhly výškového rekordu pro letouny s dieselovými motory v hodnotě 27 453 stop (8 368 m), který zůstal oficiálně nepřekonán.

### Červen
- 4. června – US Navy zařadilo do služby USS Ranger, svou první loď od základu projektovanou jako letadlovou
- 26. června – první let Focke-Wulfu Fw 61, první prakticky použitelné helikoptéry

### Září
- 23. září – v závodě o Pohár Gordona Bennetta zvítězili Poláci Franciszek Hynek (podruhé) a Władysław Pomaski

### Říjen
- 23. října – Francesco Agello překonal vlastní světový rychlostní rekord z roku 1933, když dosáhl 709 km/h opět v kokpitu italského hydroplánu Macchi M.C.72

## První lety
- Aero A-102
- Aero A-200
- Arado Ar 76
- Caudron Simoun
- Messerschmitt Bf 108
- Praga E-114
- Tupolev SB-2

### Leden
- 14. ledna – de Havilland DH.86

### Únor
- Gotha Go 145
- Supermarine Type 224
- 7. února – CANT Z.501
- 23. února – Lockheed L-10 Electra

### Březen
- 30. března – Sikorsky S-42

### Duben
- 17. dubna – de Havilland Dragon Rapide
- 17. dubna – Fairey Swordfish, prototyp K 4190

### Květen
- 9. května – de Havilland Hornet Moth
- 11. května – Douglas DC-2
- 27. května – Bücker Bü 131

### Červen
- 4. června – Savoia-Marchetti SM.73
- 17. června – Tupolev ANT-20
- 22. června – Fokker F.XXXVI
- 26. června – Airspeed Envoy

### Červenec
- 27. července – Supermarine Stranraer

### Srpen
- PZL.23 Karaś
- 14. srpna – Dewoitine D.510

### Září
- 7. září – Hawker Hardy
- 8. září – de Havilland DH.88
- 12. září – Gloster Gladiator
- 12. září – Hawker Hind
- 16. září – Caproni Ca.133
- 28. září – Savoia-Marchetti SM.79

### Říjen
- 7. října – Tupolev SB

### Listopad
- 19. listopadu – IMAM Ro.43
- 23. listopadu: 
  - Bloch MB.210
  - Dornier Do 17

### Prosinec
- 12. prosince – Aero A-101[2]

## Letecké nehody
- 26. června – Letov Š-32 imatrikulace OK-ADB havaroval během přistání na letišti v Karlových Varech, přičemž zahynuly všechny čtyři osoby na palubě, včetně slavného rakouského herce Maxe Pallenberga.[3]